# Francisco Añón
Francisco Añón Paz (Outes, 9 de octubre de 1812-Madrid, 20 de abril de 1878) fue un periodista y poeta español, que escribió poesía en castellano, gallego y portugués. Está considerado un precursor del Rexurdimento gallego. 

## Biografía
Nació en la aldea de Boel, en Outes (La Coruña), hijo de labriegos acomodados. Estudió Filosofía y Teología en el Seminario de Santiago de Compostela y se licenció en Jurisprudencia en la universidad de dicha ciudad (1845). Participó en las actividades de la Academia Literaria y colaboró con la primera generación provincialista. 

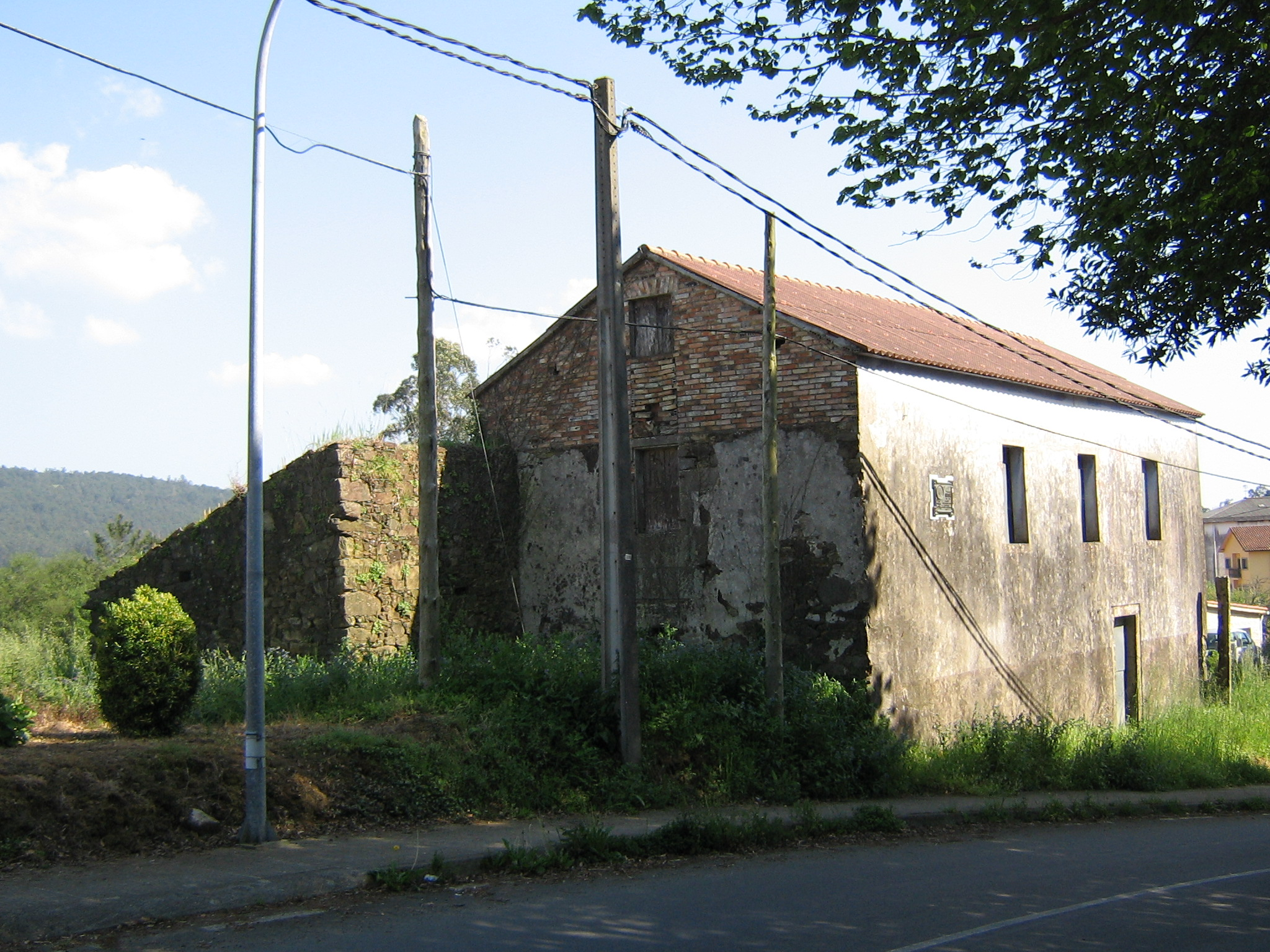
Casa de Francisco Añón en Outes.

Entre 1840 y 1846 colaboró en los periódicos gallegos El Porvenir, El Idólatra y El Recreo Compostelano. Por su participación en la revolución de 1846 tuvo que emigrar a Lisboa, donde vivía como librero su primo Diego Campos, pero también fue expulsado de allí en 1850 a causa de haber publicado su Himno dos povos. Aprovechó para viajar por Francia, Italia y el sur de España al servicio de lord Shanford, un inglés, hasta 1853. Luego residió en Sevilla y Madrid (1861), donde vivió del periodismo y dando clases de idiomas a domicilio. Regresó a Portugal y después de la Gloriosa (septiembre de 1868) volvió definitivamente a Madrid, aunque estuvo en Galicia un año (1868-1869).

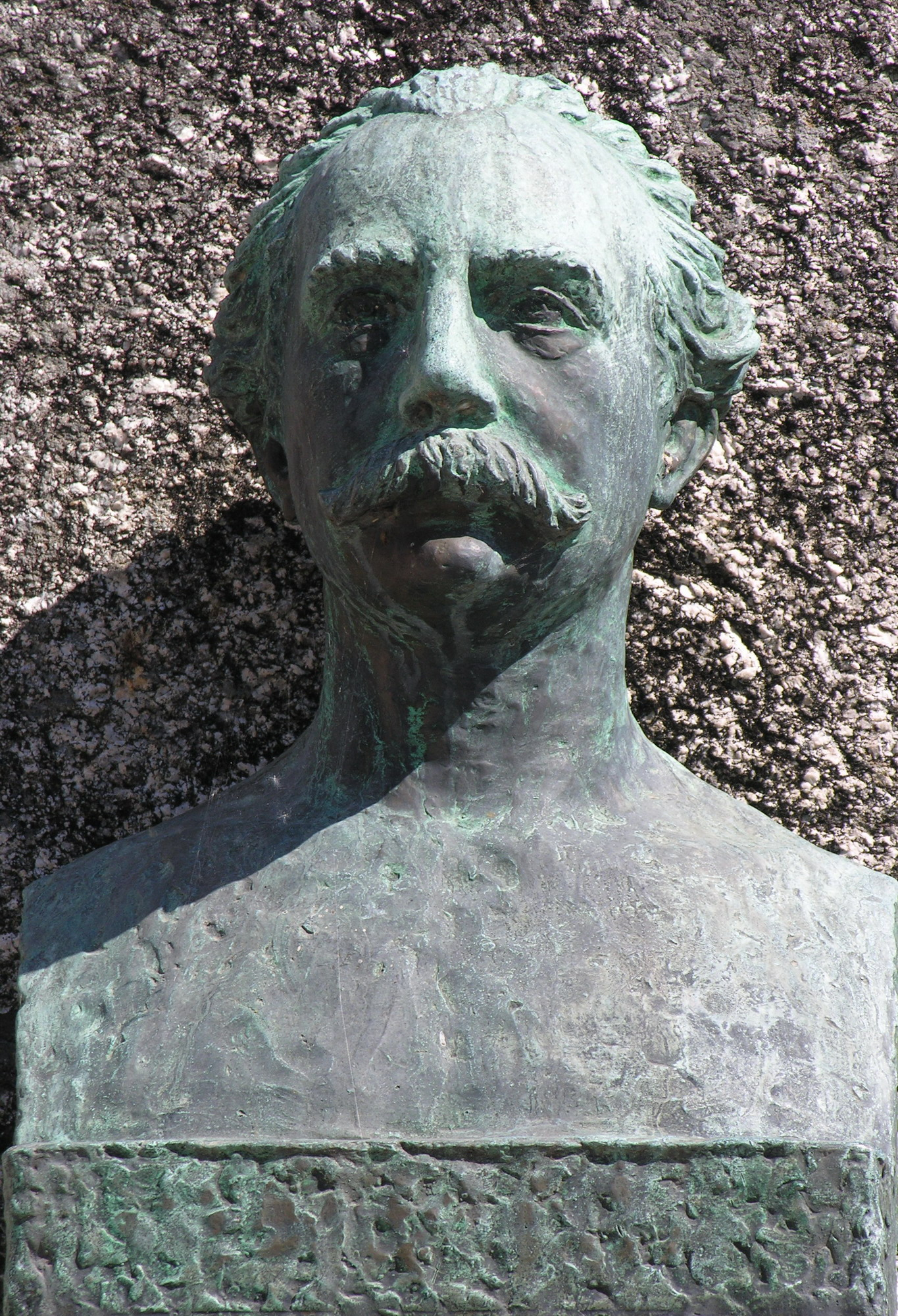
Busto de Francisco Añón en su localidad natal de Outes. Realizado por Andrés Barbazán Ferreiro.

Durante unos meses trabajó como funcionario del Ministerio de Gracia y Justicia, pero cesó al poco tiempo. Malvivió escribiendo hasta que en 1875 se fundó en Madrid la asociación La Galicia Literaria, de la que fue nombrado presidente. Esta asociación, creada por Vesteiro Torres, tuvo como fin reunir a los intelectuales gallegos de Madrid y animarlos a escribir. 
Añón pasó sus últimos años en la pobreza y murió el 20 de abril de 1878 en Madrid en la miseria. Se le enterró en el Cementerio del Norte, pero sus restos fueron a pasar con el tiempo a una fosa común.

## Obras
Muchas de sus poesías se han perdido o andan dispersas por periódicos. La Biblioteca de La Concordia, en Vigo, editó la primera colección en 1878. En 1879 el semanario El Tambre, de Noya, publica sus poesías en folletos. En 1889 se publicó la edición de la Biblioteca Gallega de Martínez Salazar en La Coruña, en el tomo XIX, bajo el título Poesías gallegas y castellanas. Xosé María Álvarez Blázquez recibió la obra inédita de Añón que poseía su sobrino-nieto, y con todo este material y el ya publicado con anterioridad, Fernando Bel Ortega hizo su tesis doctoral (1991) en la que constituye la recopilación más completa: 39 poemas en gallego, 7 en portugués y 107 en castellano.
Se ha dicho que es el poeta más popular de Galicia, y parte de esa popularidad deriva de que Curros Enríquez lo escogió como guía en su Divino Sainete; Curros lo admiraba como o vello mestre, un viejo maestro, y se identificaba con sus ideas progresistas y anticlericales. Fuera de los muchos poemas de circunstancias que constituyen lo más numeroso de su producción, preñados de sátira y humor, su poesía aparece teñida de una profunda morriña, añoranza ("Recordos da infanza", 1845, retocado años después) y amor a Galicia, como en su "Himno a Galicia". Otro segundo grupo canta costumbres y tipos populares de Galicia, donde no falta el toque irónico. El más famoso es "Alma en pena" (1860). Anteriores a 1862 son "O magosto" o "A leiteira". Hay también epigramas y poemas amorosos: "Amor apresurado" (1869) o "A Sabeliña". Si por algo fue conocido Añón fue por ser el poeta de los himnos, destacando el "Himno a la agricultura" (1873), el "Hymno dos povos" (en portugués) o los poemas dedicados a Galicia. Los temas recurrentes en su poesía son el paisaje, los recuerdos de infancia, la denuncia de la situación de Galicia y la esperanza en el progreso futuro. En los primeros poemas predominan los dos temas primeros y en los últimos los siguientes van cobrando protagonismo.